# فلوئورید نیوبیم (V)
فلوئورید نیوبیم(V) (به انگلیسی: Niobium(V) fluoride) با فرمول شیمیایی NbF۵ یک ترکیب شیمیایی با شناسه پاب‌کم ۸۲۲۱۷ است. که جرم مولی آن 187.898 g/mol می‌باشد. شکل ظاهری این ترکیب، دستگاه بلوری مونوکلینیک بی‌رنگ است.